# Podisma satunini
Podisma satunini är en insektsart som beskrevs av Boris Petrovich Uvarov 1916. Podisma satunini ingår i släktet Podisma och familjen gräshoppor.

## Underarter
Arten delas in i följande underarter:
- P. s. satunini
- P. s. coerulipes
- P. s. fuscipes
- P. s. pallipes